# Miskolc díszpolgárainak listája
Ez a lap Miskolc díszpolgárainak listáját tartalmazza.

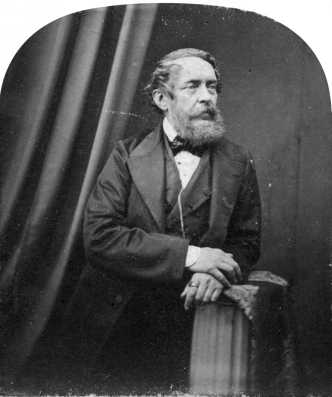
Kossuth Lajos fényképe

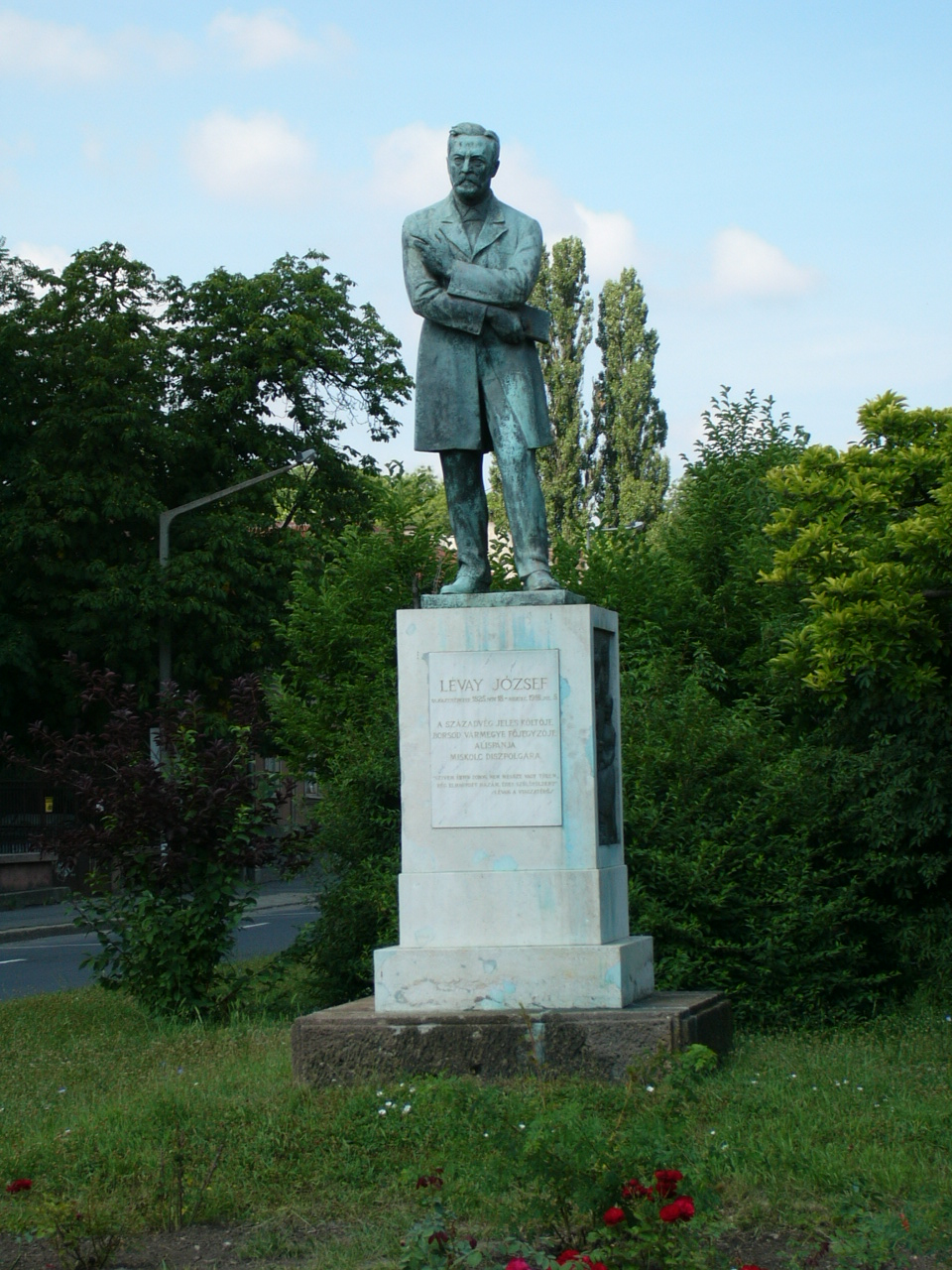
Lévay József szobra Miskolcon

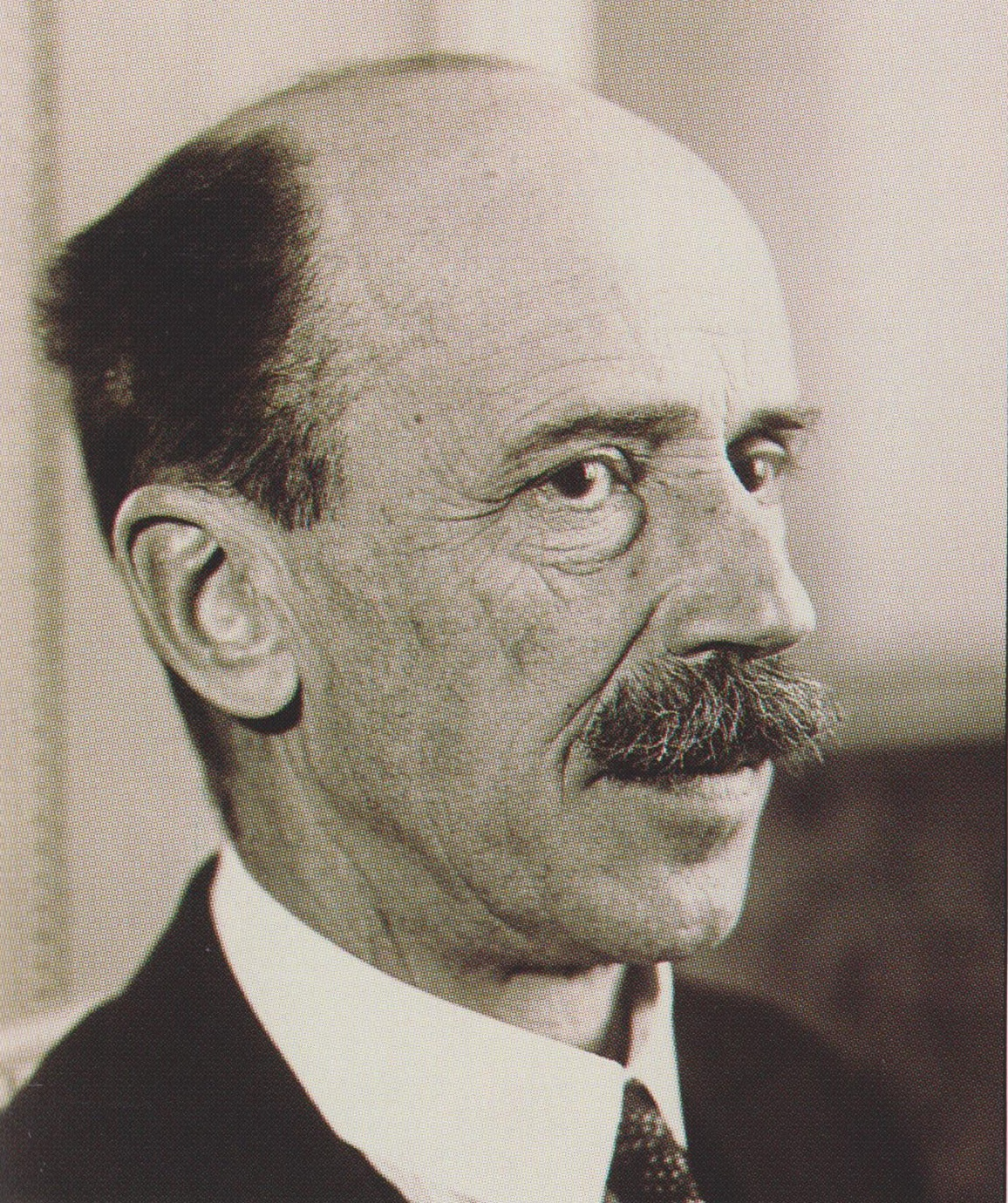
Gróf Bethlen István

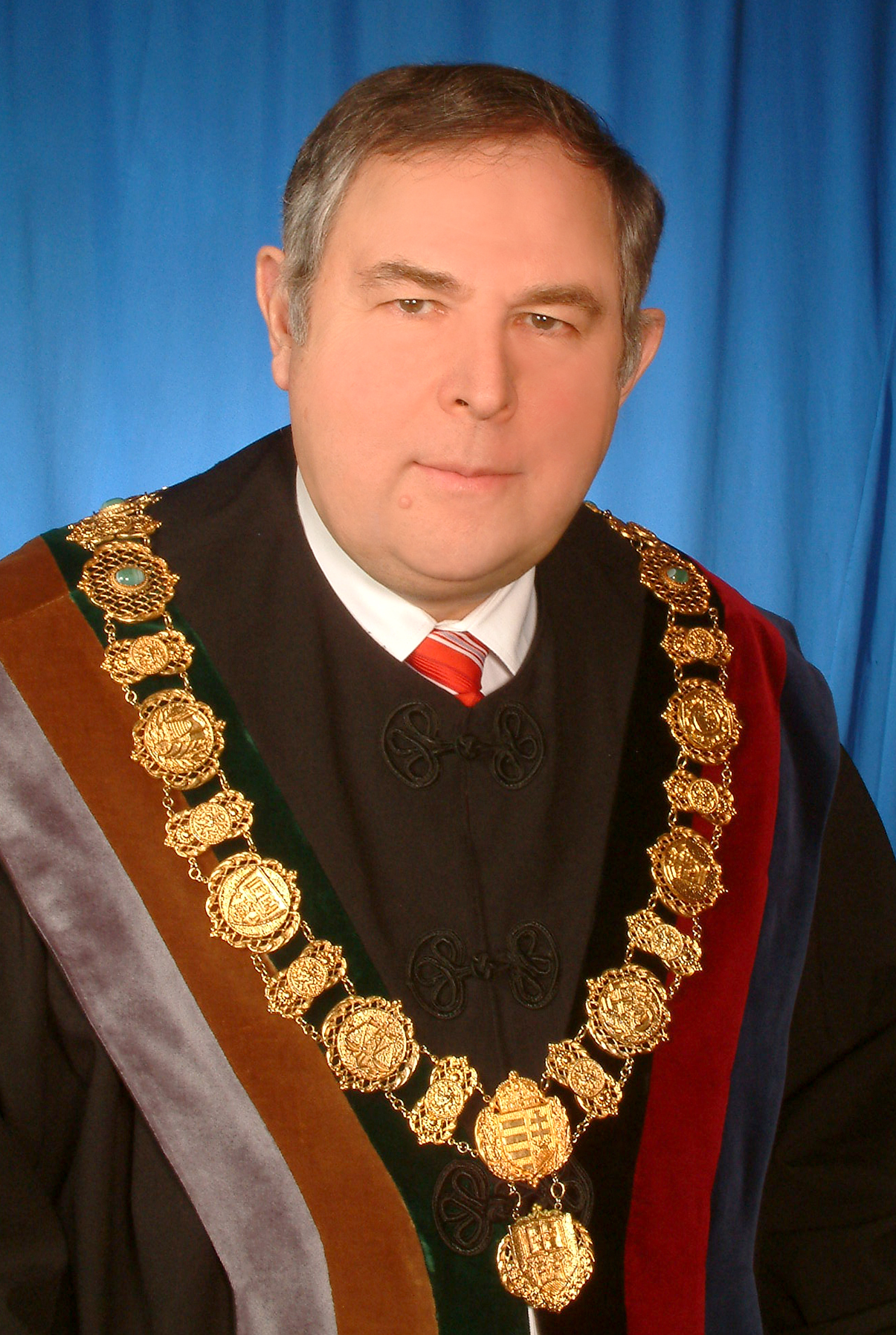
Patkó Gyula

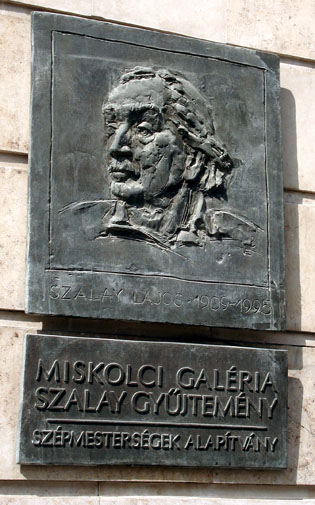
Szalay Lajos portré-domborműve a Petró-ház homlokzatán Miskolcon, Varga Éva alkotása

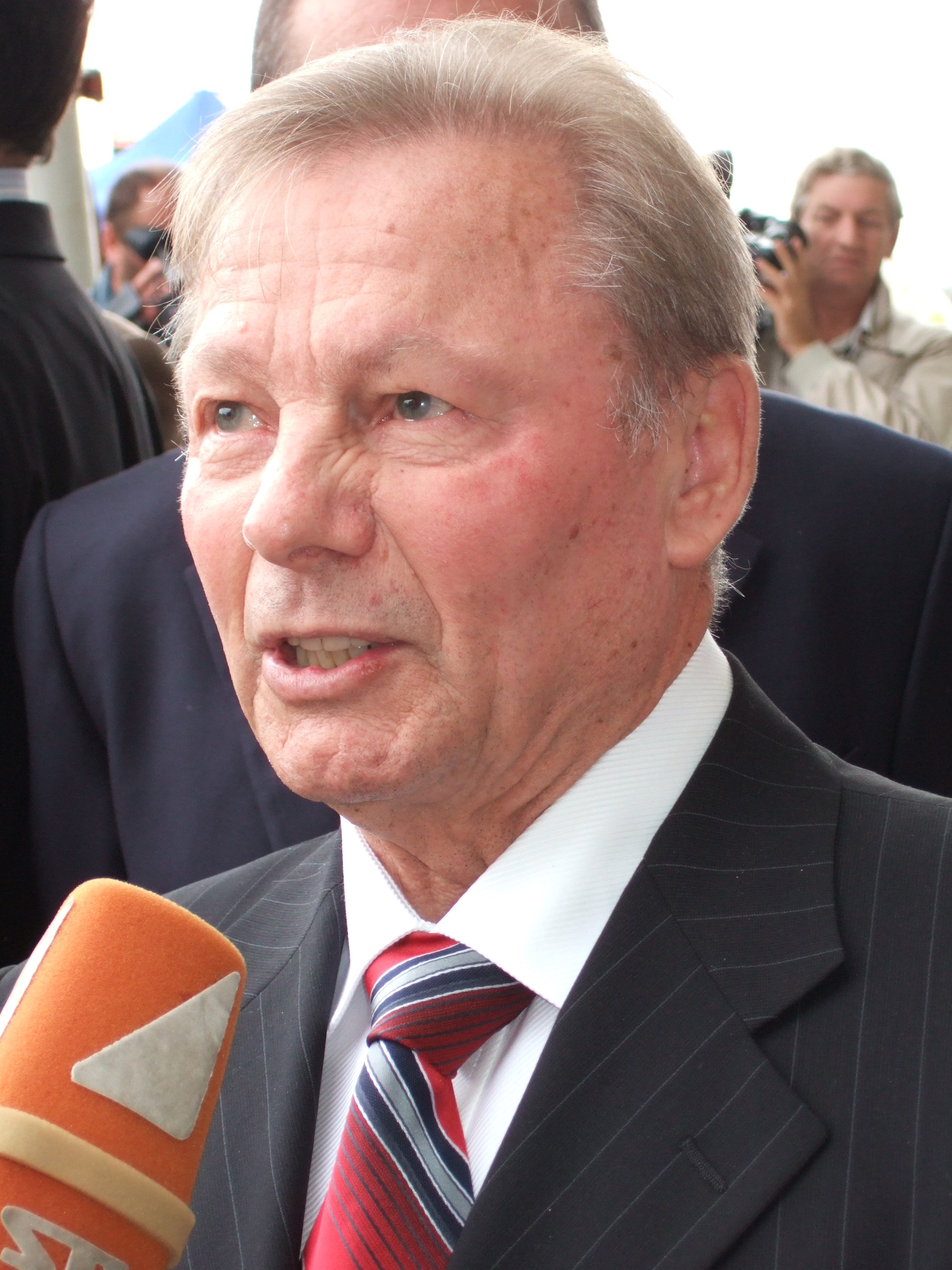
Rudolf Schuster, Szlovákia korábbi elnöke, Kassa főpolgármestereként kapta a díszpolgári címet

Dr. Gálffy Imre, Miskolc posztumusz díszpolgára, 2013

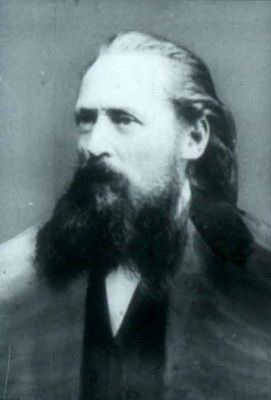
Herman Ottó, Miskolc posztumusz díszpolgára, 2014

| Évszám | Név                             | Forrás                                                       |
| ------ | ------------------------------- | ------------------------------------------------------------ |
| 1886   | Kossuth Lajos                   |                                                              |
| 1890   | Musiczky Lucian                 | Archiválva 2021. június 23-i dátummal a Wayback Machine-ben  |
| 1893   | Jókai Mór                       |                                                              |
| 1893   | Habsburg József főherceg        | Archiválva 2021. június 23-i dátummal a Wayback Machine-ben  |
| 1894   | Dr. Wekerle Sándor              |                                                              |
| 1907   | Gróf Andrássy Gyula             |                                                              |
| 1910   | Dr. Horváth Lajos               |                                                              |
| 1910   | Kun Bertalan                    |                                                              |
| 1910   | Dr. Lévay József                |                                                              |
| 1921   | Gróf Apponyi Albert             |                                                              |
| 1927   | Gróf Bethlen István             |                                                              |
| 1973   | Dr. Földesi József              |                                                              |
| 1973   | Frank Miklós                    |                                                              |
| 1973   | Harmati Sándor                  |                                                              |
| 1973   | Hornyák Imre                    |                                                              |
| 1973   | Molinári Kosztáné               |                                                              |
| 1973   | Dr. Sályi István                |                                                              |
| 1973   | Valkó Márton                    |                                                              |
| 1973   | Fjodor Pavlovics Zselonykin     | Archiválva 2021. június 23-i dátummal a Wayback Machine-ben  |
| 1974   | Barla Anna                      |                                                              |
| 1974   | Mráz Ferenc                     |                                                              |
| 1974   | Rónai Rudolf                    |                                                              |
| 1974   | Varga Jenő                      |                                                              |
| 1974   | Iván Taraszovics Vecserszkij    |                                                              |
| 1977   | Berki Mihályné                  | Archiválva 2021. június 23-i dátummal a Wayback Machine-ben  |
| 1977   | Cseterki Lajos                  |                                                              |
| 1977   | Anatolij Szemjonovics Drigin    |                                                              |
| 1977   | Pápai István                    |                                                              |
| 1978   | Oravecz Antal                   |                                                              |
| 1978   | Dr. Simon Sándor                |                                                              |
| 1983   | Koval Pál                       |                                                              |
| 1983   | Dr. Velkey László               |                                                              |
| 1984   | Feledy Gyula                    |                                                              |
| 1984   | Nyírő Sándor                    |                                                              |
| 1984   | Pavlik Miklós                   | Archiválva 2021. április 12-i dátummal a Wayback Machine-ben |
| 1988   | Dr. Ditrói Sándor               |                                                              |
| 1993   | Repka Attila                    |                                                              |
| 1993   | Szalay Lajos                    |                                                              |
| 1994   | Reményi János                   |                                                              |
| 1994   | Dr. Zambó János                 |                                                              |
| 1995   | Lenkey Zoltán                   |                                                              |
| 1995   | Dr. Terplán Zénó                |                                                              |
| 1997   | Csilla von Boeselager           |                                                              |
| 1997   | Dr. Kozák Imre                  |                                                              |
| 1998   | Dr. Dobrossy István             |                                                              |
| 1998   | Tóth Pál (posztumusz)           |                                                              |
| 1999   | Pápay Sándor                    |                                                              |
| 1999   | Dr. Rudolf Schuster             |                                                              |
| 2000   | Dr. Czibere Tibor               |                                                              |
| 2000   | Dr. Seregély István             |                                                              |
| 2001   | Dr. Kartal Ernő                 |                                                              |
| 2001   | Dr. Végvári Lajos               |                                                              |
| 2002   | Dr. Mészáros István             |                                                              |
| 2002   | Polányi Imre                    |                                                              |
| 2003   | Dr. Kardos Géza                 |                                                              |
| 2003   | Dr. Kovács Ferenc               |                                                              |
| 2004   | Dr. Novák István                |                                                              |
| 2005   | Dr. Sallai Zsolt                |                                                              |
| 2005   | Dr. Török Pál                   |                                                              |
| 2006   | Csapó János                     |                                                              |
| 2006   | György István                   |                                                              |
| 2007   | Dr. Besenyei Lajos              |                                                              |
| 2007   | Dr. Újszászy László             |                                                              |
| 2008   | Dr. Dobrik István               |                                                              |
| 2008   | Marton Éva                      |                                                              |
| 2009   | Dr. Kiss János István           |                                                              |
| 2009   | Sír László                      |                                                              |
| 2010   | Földvári Rudolf                 |                                                              |
| 2010   | Dr. Patkó Gyula                 |                                                              |
| 2011   | Biros Péter                     |                                                              |
| 2011   | Bodonyi Csaba                   |                                                              |
| 2012   | Gruber Rudolf (posztumusz)      |                                                              |
| 2012   | Dr. Várhegyi Zoltán             |                                                              |
| 2013   | Dr. Gálffy Imre (posztumusz)    | Archiválva 2021. április 11-i dátummal a Wayback Machine-ben |
| 2013   | Dr. Takács István               |                                                              |
| 2014   | Dr. Deák Gábor                  |                                                              |
| 2014   | Herman Ottó (posztumusz)        |                                                              |
| 2014   | Dr. Kiss Ákos Levente           |                                                              |
| 2015   | Alakszainé dr. Oláh Annamária   |                                                              |
| 2015   | Dr. Nagy Kálmán                 |                                                              |
| 2016   | Dr. Kocziszky György            |                                                              |
| 2016   | Szilágyi István Levente         |                                                              |
| 2017   | Dr. Nagy Dezsőné dr. Sági Ilona | Archiválva 2021. június 23-i dátummal a Wayback Machine-ben  |
| 2017   | Jónyer István                   |                                                              |
| 2018   | Demjén Ferenc                   |                                                              |
| 2018   | Veréb György                    |                                                              |
| 2019   | Dr. Károlyi Zsuzsánna           |                                                              |
| 2019   | Máger Ágnes                     |                                                              |
| 2020   | Dr. Dobos László                |                                                              |
| 2020   | Dr. Hevesi Attila               |                                                              |
| 2021   | Dr. Sólyom Enikő                |                                                              |
| 2021   | Kabdebó Lóránt                  |                                                              |
| 2022   | Balogh Kálmán                   |                                                              |
| 2022   | Boros Árpád                     |                                                              |
| 2023   | Lehoczki László                 |                                                              |
| 2023   | Bod Péter Ákos                  |                                                              |
| 2024   | Fedor Vilmos                    |                                                              |
| 2024   | Kevin Macdonald                 |                                                              |
| 2025   | Boda Péter                      |                                                              |